# Bódy Antal
dr. Bódy Antal (Szeged, 1804. június 11. – Makó, 1884. október 3.) magyar pap, esperes, főesperes, címzetes prépost, plébános.

## Életpályája
Szülei Bódy Miklós és Czimegh Erzsébet voltak. Iskoláit kitűnő eredménnyel Szegeden, Gyöngyösön és Egerben végezte el. Pesten teológiát hallgatott. Fiatalon, felszentelése előtt a földeáki Návay családnál nevelősködött; Návay Tamást, a későbbi főispánt tanította. 1827-ben pappá szentelték; 1877-ben ünnepelte meg 50 éves jubileumát. Rövid ideig Oravicán volt káplán, majd a temesvári papnevelde elöljárója és teológiai tanára lett. 1830-ban hittudományi koszorút kapott a pesti egyetemen. 1831-ben szeged-rókusi plébános lett. 1832-től szentszéki ülnök volt. 1833-ban karánsebesi esperes-plébánosnak nevezték ki. Az 1848–49-es forradalom és szabadságharc idején hazafiságával tűnt ki; hadbiztossá nevezték ki. 1849-ben a karánsebesi kerület országgyűlési képviselőjelöltje volt. A világosi fegyverletétel (1849) után bujdosnia kellett. Állását elvesztette, Temesvárra internálták. A császári vérbíróság 1851-ben felmentette. 1851-ben zichydorfi plébános, majd 1859-től főesperes lett. 1859-ben kanonok lett Temesváron. 1867–1884 között állt a makói egyházközség élén. Makóra 1867-ben nevezték ki plébánosnak. 1868-tól címzetes prépost lett. 1881-ben teológiai doktorátusának 50 éves évfordulóját ünnepelte meg.
Sírja és emléktáblája a Szent Anna-kápolnában található.